# Andrew Miller (baseball)
Pour les articles homonymes, voir Andrew Miller et Miller.
Andrew Mark Miller (né le 21 mai 1985 à Gainesville, Floride, États-Unis) est un lanceur de relève gaucher qui a joué dans la Ligue majeure de baseball de 2006 à 2021. 
Ancien joueur des Tigers de Détroit et des Marlins de la Floride, il a fait partie de l'équipe des Red Sox de Boston qui remporte la Série mondiale 2013 mais, blessé, ne joue pas en séries éliminatoires. Ceux-ci l'échangent en 2014 aux Orioles de Baltimore. 
Miller, qui est lanceur partant en début de carrière, gagne avec les Yankees le prix Mariano Rivera du meilleur releveur de la Ligue américaine en 2015.
Avec Cleveland, il est nommé joueur par excellence de la Série de championnat 2016 de la Ligue américaine.

## Carrière

### Tigers de Detroit
Andrew Miller est drafté le 6 juin 2006 par les Tigers de Détroit au premier tour (6e choix). Il débute en Ligue majeure sous les couleurs des Tigers le 30 août 2006.

### Marlins de la Floride
Il est transféré le 5 décembre 2007 chez les Marlins de la Floride à la suite d'un échange impliquant plusieurs joueurs.

### Red Sox de Boston
Le 12 novembre 2010, Miller passe aux Red Sox de Boston en retour du lanceur gaucher Dustin Richardson. Il devient agent libre le 2 décembre et revient quelques semaines plus tard chez les Red Sox. Miller joue 17 parties pour les Sox en 2011, dont 12 comme lanceur partant. Il remporte 6 victoires contre 3 défaites avec une moyenne de points mérités de 5,54 en 65 manches au monticule.
Miller est exclusivement releveur à partir de la saison 2012. Cette année-là, il fait 53 apparitions au monticule pour Boston et maintient une moyenne de points mérités de 3,35 en 40 manches et un tiers lancées.
En 2013, il abaisse sa moyenne à 2,64 mais ne lance que 30 manches et deux tiers en 37 sorties. Opéré aux ligaments du pied gauche en juillet 2013, sa saison prend fin et il regarde de l'abri des joueurs ses coéquipiers des Red Sox remporter la Série mondiale 2013.
Il réussit son retour au jeu en 2014 alors qu'il maintient une moyenne de points mérités de 2,34 en 42 manches et un tiers lancées pour Boston. Le 31 juillet 2014, après 50 matchs joué pour les Red Sox, Andrew Miller est échangé aux Orioles de Baltimore contre le lanceur gaucher Eduardo Rodríguez, qui évolue en ligues mineures.

### Orioles de Baltimore

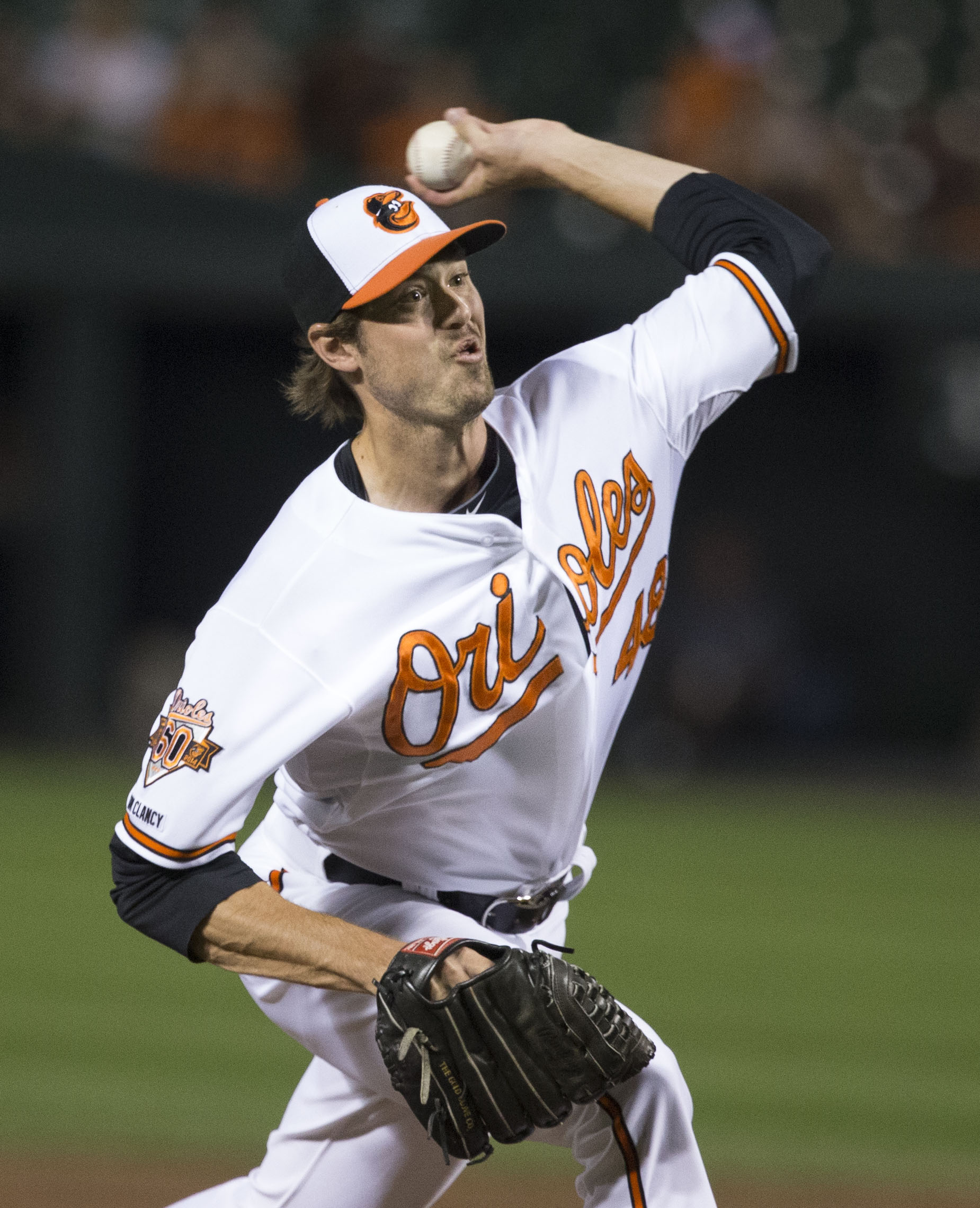
Andrew Miller en août 2014 avec les Orioles de Baltimore.

Au sein d'un des meilleurs groupes de releveurs des majeures, Miller excelle en fin de saison 2014 chez les Orioles de Baltimore. Sa moyenne de points mérités se chiffre à 1,35 en 20 manches, ce qui lui permet de terminer l'année avec sa meilleure moyenne en carrière : seulement 2,02 points mérités accordés par partie, en 62 manches et un tiers lancées lors de 73 sorties au total. Après s'être contenté d'être spectateur l'année précédente pour Boston, Miller fait enfin ses débuts en séries éliminatoires : après avoir accordé un but-sur-balles à Miguel Cabrera, le premier frappeur des Tigers de Détroit qu'il affronte, il retire les 10 adversaires suivant au cours des deux matchs où il apparaît en Série de divisions de la Ligue américaine.

### Yankees de New York
Après la saison 2014, Miller est tenté par une offre de 40 millions de dollars pour 4 ans présentée par les Astros de Houston mais décide de plutôt accepter les 36 millions pour 4 saisons proposés par les Yankees de New York, qu'il rejoint le 5 décembre 2014.
Stoppeur pour la première fois de sa carrière en 2015, Miller réalise 36 sauvetages pour les Yankees et gagne le prix Mariano Rivera du meilleur lanceur de relève de la Ligue américaine.

### Indians de Cleveland
Miller passe des Yankees aux Indians de Cleveland le 31 juillet 2016 en retour de 4 joueurs des ligues mineures : le joueur de champ extérieur Clint Frazier, le lanceur gaucher Justus Sheffield et les lanceurs droitiers Ben Heller et J. P. Feyereisen.
Miller est nommé joueur par excellence de la Série de championnat 2016 de la Ligue américaine.